# Huukijärvi
Huukijärvi är en sjö i Kiruna kommun i Lappland och ingår i Kalixälvens huvudavrinningsområde. Sjöns area är 0,011 kvadratkilometer och den är belägen 310 meter över havet.